# 3e régiment mixte colonial
Le 3e Régiment Mixte Colonial est une unité de l'armée française.

## Drapeau du régiment
Il porte les inscriptions :